# Skistodiaptomus pygmaeus
Skistodiaptomus pygmaeus is een eenoogkreeftjessoort uit de familie van de Diaptomidae. De wetenschappelijke naam van de soort is voor het eerst geldig gepubliceerd in 1906 door Pearse.